# Fin Fin on Teo the Magic Planet
Fin Fin on Teo the Magic Planet es un videojuego de 1996 para computadoras basadas en Windows hecho por Fujitsu sobre una criatura que es un híbrido de un pájaro y un delfín con el que el usuario puede comunicarse a través de una cámara web que viene con el juego, el SmartSensor. Fin Fin fue producido por Makoto Tezuka.
Fin Fin responde al tono de voz y al volumen de la voz del jugador: un crítico describió a Fin Fin como un 'anillo de humor virtual'. Se vendieron 30,000 copias en el primer año en Japón.
Este videojuego es muy parecido al popular Tamagotchi, pero para PC. Si no se alimenta o no se le presta suficiente atención, cantaría una canción de silbido triste o, a veces, se iría volando.
Hay diferentes versiones de Fin Fin y cada versión tiene un número limitado de mundos disponibles. Había una versión de 3 mundos, una versión de 4 mundos, una versión de 5 mundos y una versión de 6 mundos (que tiene todos los mundos).

## Trama
El objetivo principal del juego es ganar la amistad de Fin Fin. Hay muchas formas de comunicarse con Fin Fin. La primera forma es presionar las teclas 1 a 5, que producen un sonido que atrae a Fin Fin. La segunda forma es usar un micrófono especial llamado Smartsensor y un silbato que viene con el juego. En las versiones de 3, 4 y 5 mundos, el jugador puede grabar su propia voz utilizando la grabadora de sonido Fin Fin que viene con el juego y un micrófono. Su voz se reproduce cuando presionan las teclas 6 a 0.
También hay una unidad de sensor separada que informaba a Fin Fin si el jugador estaba sentado frente a la pantalla. El sensor no funciona en las versiones alemanas debido a una rutina de instalación defectuosa.

## Caracteres
'Fin Fin'  - Fin Fin es el personaje principal del juego. Es mitad delfín y mitad pájaro. El jugador puede verlo cantar, volar, nadar, jugar, 'hablar' e interactuar con él de diferentes maneras en diferentes lugares.
 'Finnina'  - La esposa de Fin Fin. Se la puede ver en Secret Inlet, Rem River Bank y Nest (que solo está disponible en la versión de 6 mundos).
 'Fin Fin Junior'  - El hijo de Fin Fin. Solo se lo puede ver en la versión de 6 mundos, en el Nido, cuando Finnina pone un huevo y sale del cascarón. Él vuela lejos del Nido después de un mes.
 'Diversas flora y fauna'  - Hay varios animales y plantas en el Planeta TEO. Algunas plantas solo aparecen de noche y otras solo de día. Algunos animales son amigables con Fin Fin, mientras que otros quieren comérselo (pero nunca pueden).

## Clima
El juego incluye clima natural, desde días soleados hasta días nublados, lluvia o incluso tormentas eléctricas. Sin embargo, las nevadas no ocurren en el juego porque las áreas en el juego están cerca del ecuador y, por lo tanto, las temperaturas están constantemente en el rango de cálido a templado. Además del clima, también hay eventos anuales como estrellas fugaces y eclipses lunares, y fenómenos climáticos naturales como arco iris o luces del norte. Algunos podrían ocurrir en un día específico (por ejemplo, el 30 de agosto, un eclipse lunar doble ocurriría en el cielo en un momento determinado) o en muchos días en un año.

## Lugares
Hay seis lugares para visitar en el juego. La versión de 3 mundos se lanzó en Alemania, y luego la versión de 4 mundos se lanzó en Alemania. La versión de 5 mundos solo se lanzó en los EE. UU. Y la versión de 6 mundos fue exclusiva de Japón y China. Sin embargo, se puede descargar la versión de 6 mundos en el sitio web de EMGE a continuación.

### Bosque de Amile
Este lugar está disponible en todas las versiones. Este es el lugar más famoso e importante del juego. Es bastante alto y hay una amplia vista de los bosques circundantes a la montaña "Ermes". En primer plano, hay una rama enderezada. Un árbol "Yaika", retorcido en sí mismo, con hojas colgantes (similar a un sauce o un abedul), se puede ver detrás de la rama. Un poco más a la derecha, hay dos palmeras.
El bosque de Amile es el lugar favorito de Finfin para estar. Aquí juega, come y duerme, y aquí uno puede observarlo muy bien mientras vuela y practica sus trucos voladores o canta. Aquí, el jugador puede ofrecer una baya "Lemo" presionando la barra espaciadora, que acepta o rechaza dependiendo de si tiene hambre o no.

### Valle de Lemo
Este lugar está disponible en la versión 5-world y superior. Aquí crecen las coloridas bayas "Lemo" que Fin Fin a menudo come. El valle está rodeado de montañas, donde crecen abetos. Los arbustos "Lemo", que siempre forman nuevas flores y bayas, crecen en el medio del valle. En primer plano hay una colina con muchas plantas, flores que hacen música y dos árboles de hoja caduca.
Fin Fin visita el valle para satisfacer su hambre de bayas. Aquí se puede observar la forma en que rodea los arbustos varias veces y busca bayas maduras. Si encuentra uno, lo arranca mientras flota alrededor del arbusto para comer después. El jugador también puede vencer al neuro-tambor presionando la barra espaciadora. Si Fin Fin no está presente, algunas plantas comienzan a jugar. Después de un tiempo, los animales aparecen en el concierto. Tan pronto como aparece Fin Fin, las plantas detienen la música y los animales desaparecen uno por uno.

### Tsubu Woods
Este lugar está disponible en todas las versiones. Se encuentra en un pequeño bosque, rodeado de árboles altos. Los árboles parecen árboles coníferos.